# Bahnhof Wolgograd-1

Der Bahnhof Wolgograd-1 (kyrillisch Волгоград-1) ist ein Bahnhof im Zentrum von Wolgograd nahe der Wolga. Er ist der größte Bahnhof in der Stadt und einer der größten Bahnhöfe in Russland.
Fernzüge führen nach Krasnodar, Rostow am Don, Moskau, Saratow und Astrachan. 
Der Bahnhof liegt an der Europastraße 119 (Moskau – Baku – Astara), am östlichen Ende der A260 (die Teil der Europastraße 40 ist) und am südlichen Ende der R228 (die entlang der Wolga flussaufwärts bis nach Sysran führt).

## Geschichte
Die erste Bahnstrecke nach Zarizyn (heute Wolgograd) war die 1862 fertiggestellte Wolga-Don-Eisenbahn. Der erste Bahnhof, ein Holzbau, wurde 1871 durch einen Ziegelbau ersetzt.
Er wurde im Zweiten Weltkrieg während der Schlacht um Stalingrad (1942/43) fast vollständig zerstört. 
Das heutige Bahnhofsgebäude wurde ab 1951 im Baustil des Sozialistischen Klassizismus nach dem Entwurf der Architekten Alexander Wladimirowitsch Kurowski und S. S. Briskin gebaut und am 2. Juni 1954 in Betrieb genommen.